# Tina Grassow
Tina Grassow (Sebnitz, 1º maggio 1988) è una pattinatrice di short track tedesca.

## Palmarès

### Europei
- 4 medaglie:
  - 1 ori (staffetta a Sheffield 2007);
  - 1 argento (staffetta a Malmö 2013);
  - 2 bronzi (staffetta a Torino 2005; staffetta a Ventspils 2008).